# Hirth HM 500
L'Hirth HM 500 era un motore aeronautico quattro cilindri in linea rovesciati, raffreddato ad aria, progettato dall'azienda tedesca Hirth Motoren GmbH.
Derivato dal precedente venne installato su alcuni velivoli leggeri e da addestramento nel periodo tra la fine degli anni trenta ed i primi anni quaranta.

## Velivoli utilizzatori
Germania
- Bücker Bü 181
- FFG (Akaflieg) Berlin B 9
- Klemm Kl 106[1]
- Klemm Kl 107[1]